# チャーシュー
チャーシュー（叉焼、叉焼肉 粤拼: cha1 siu1 (yuk6)、拼音: chā shāo (ròu)）とは、豚肉を焼いた料理の一種。
本来は広東料理圏の広州、香港、マカオなどにみられる豚を焼いた庶民的な料理であるが、日本ではこの広東式の叉焼のほか、焼豚（やきぶた）や煮豚（にぶた）も「チャーシュー」として流通している。

## 概要

### 香港/広東のチャーシュー

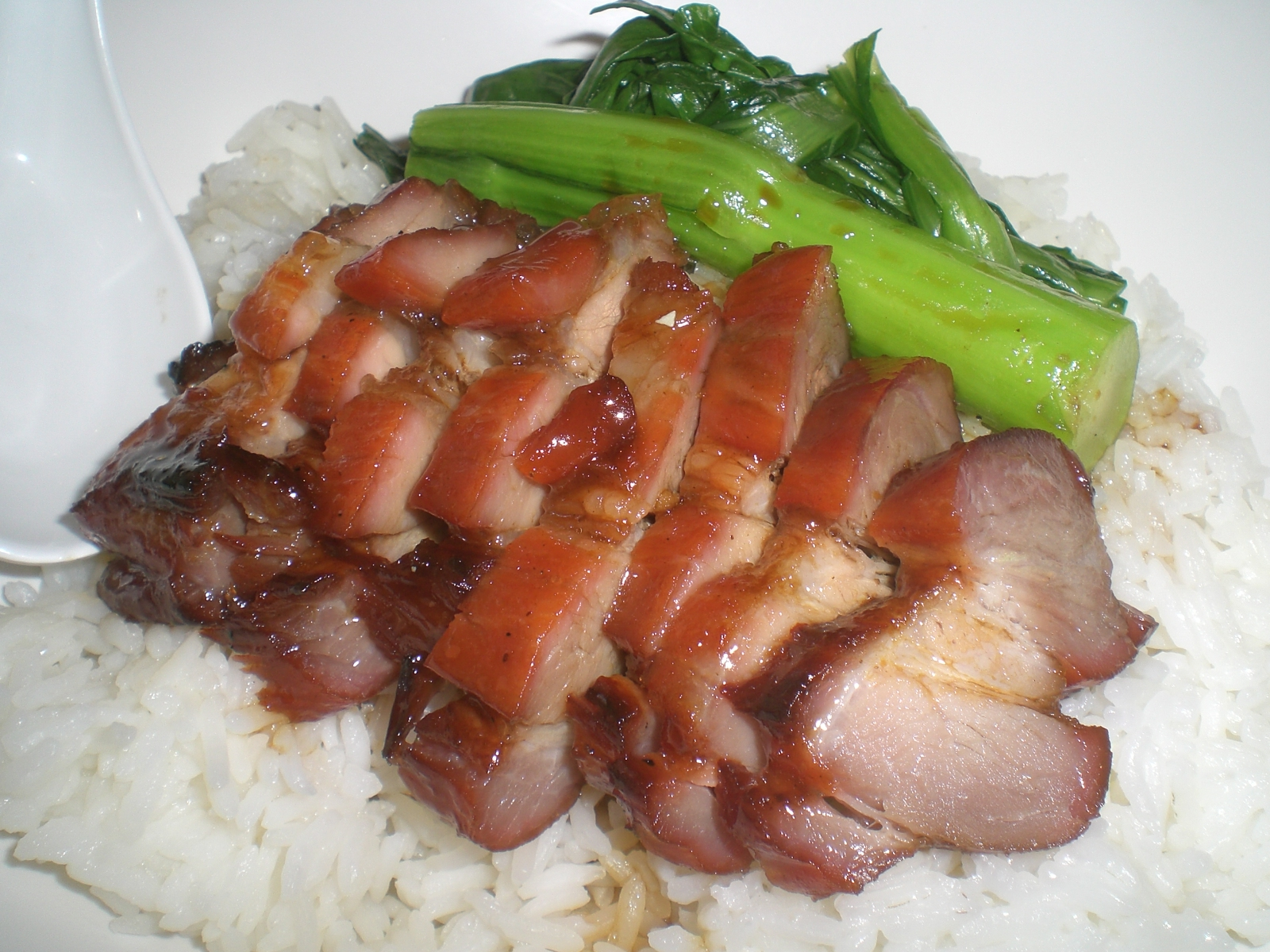
叉焼飯 - 香港旺角

中国料理の直火焼（烤菜）は食材を独自の炉に吊るし、弱火で蒸し焼きにしたものをいう。
まず、広東料理の「叉焼」は豚もも肉や肩ロースの赤身の肉を、塩、砂糖、醤油、酒などのタレに漬け、これを「叉焼環」と呼ばれる鈎（かぎ）付きの串に刺してドラム缶が変形したような独特の炉で蒸し焼きにしたものである。特に蜂蜜や紅糟を塗布して焼く「蜜汁叉焼」が主流である。香港や広州には店先にこれを吊るして販売する「燒臘店」（シウラプディム）があり惣菜店のような機能を持っている。
また、広東や香港には、広東語で豚の丸焼きである「焼猪（サオツウ）」、一頭ではなくバラ肉の皮つき肉を焼いたものである「焼肉（シュウヨッ）」と読ぶ料理がある。
広東料理の「叉焼」と「焼肉」は、使用する炉の形状、使用する豚の部位、外見上の特徴、食味（「焼肉」は「叉焼」よりも脂が強い）に違いがある。
チャーシューの起源については、イギリスのエッセイストのチャールズ・ラムが『エリア随筆』の中で「A Dissertation upon Roast Pig」を書いている。

### 日本のチャーシュー

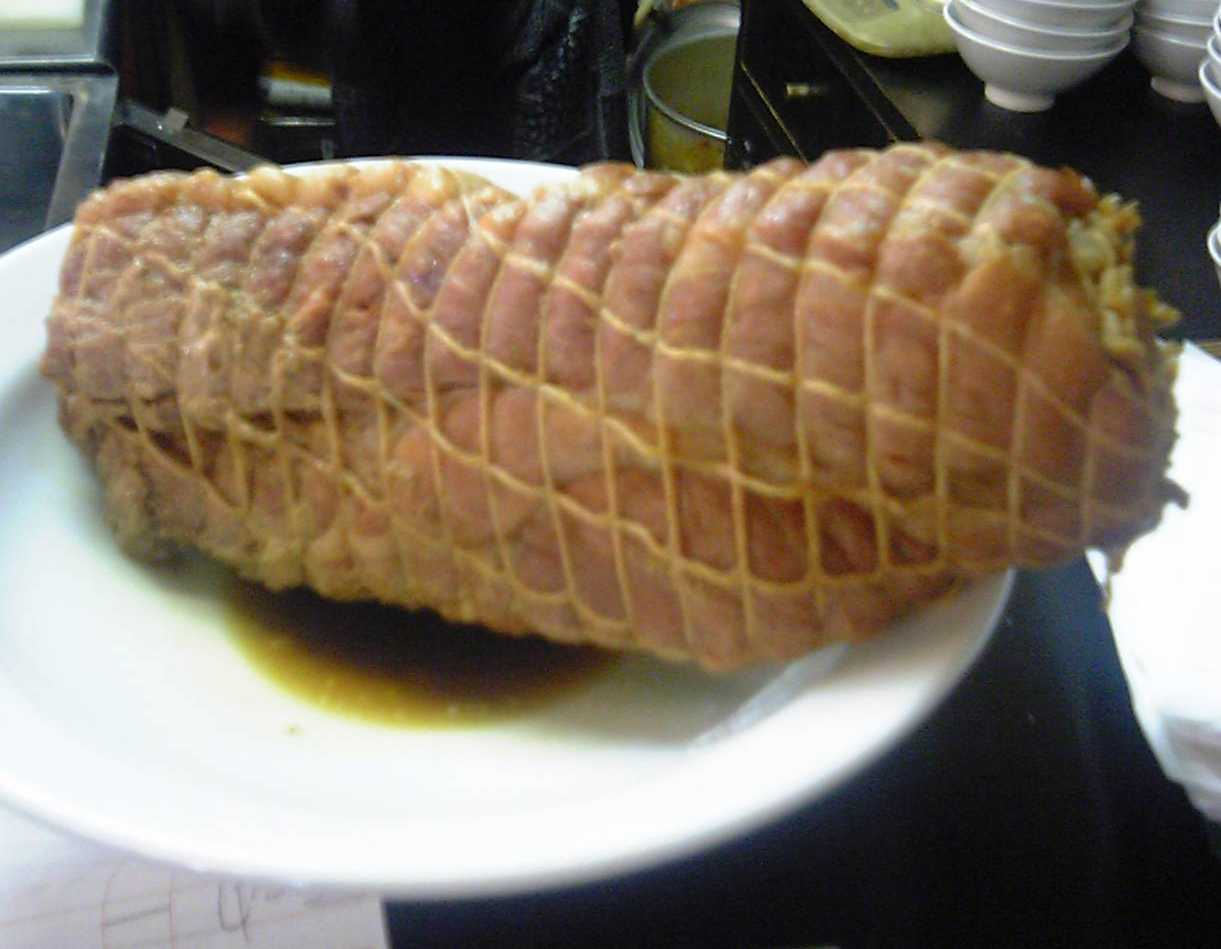
叉焼の例

日本で「チャーシュー」として流通しているものには、広東式の叉焼のほか、焼豚、煮豚がある。
広東式の叉焼は横浜中華街で広東料理を提供する店舗などにみられ、専用の炉によって調理され、店内のメニューに用いられるほかテイクアウトで販売されている。
また、焼豚は豚ロースや三枚肉を材料とし、ニンニクやショウガのおろしたものをところどころに詰め、麻紐やタコ糸で縛り、酒を加えた醤油に漬け込んでから金串を通してオーブンで焼いたものである。日本では焼豚はラーメンの代表的な具材であり、他店との差別化を図る意味でも重要な要素となっている。
さらに、ラーメン店や大衆中華料理店などでは、豚のばら肉やもも肉、肩ロース肉をタコ糸で縛って、塩や胡椒などの調味料塩や胡椒などの調味料で下味をつけた後、醬油ベースのタレで煮込んだものも「チャーシュー」と呼ばれている。煮豚が利用されるのは、日持ちが長いため廃棄ロスを回避できる、安価なバラ肉を使用できる、煮汁を出汁やタレに流用できる、食感が柔らくなり麺料理に合いやすいなどの点が挙げられる。このような調理法のチャーシューは中国でも認知されるようになったが「日本式チャーシュー（日式叉焼）」として区別されている。
日本の中華料理では、ラーメンの他に中華まんや炒飯、冷やし中華などの料理の材料としても使用される場合がある。ただし、炒飯等に用いる焼豚はウインナーやハム、ベーコンなどで代用することもある。
チャーシューの材料は本来は豚肉であるが、低温調理で仕上げた鶏肉を用いる「鶏チャーシュー」を用いるラーメン店もある。いわゆるご当地ラーメンでも笠岡ラーメンのように「鶏チャーシュー」を用いたものがある。
山形県長井市では馬肉チャーシューをラーメンに入れ馬肉ラーメンとする店が多い。

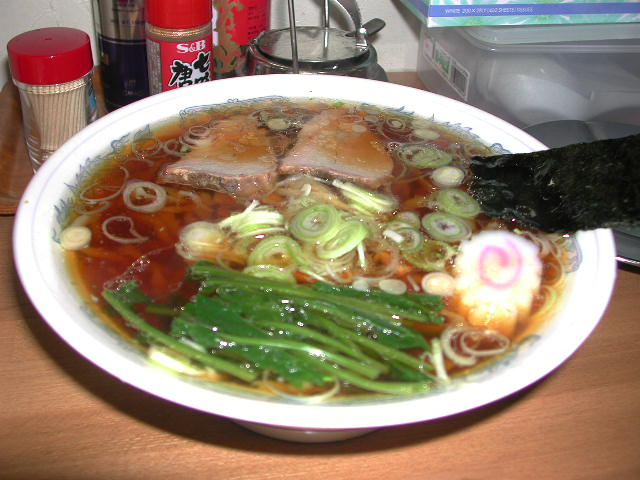
標準的な醤油ラーメン
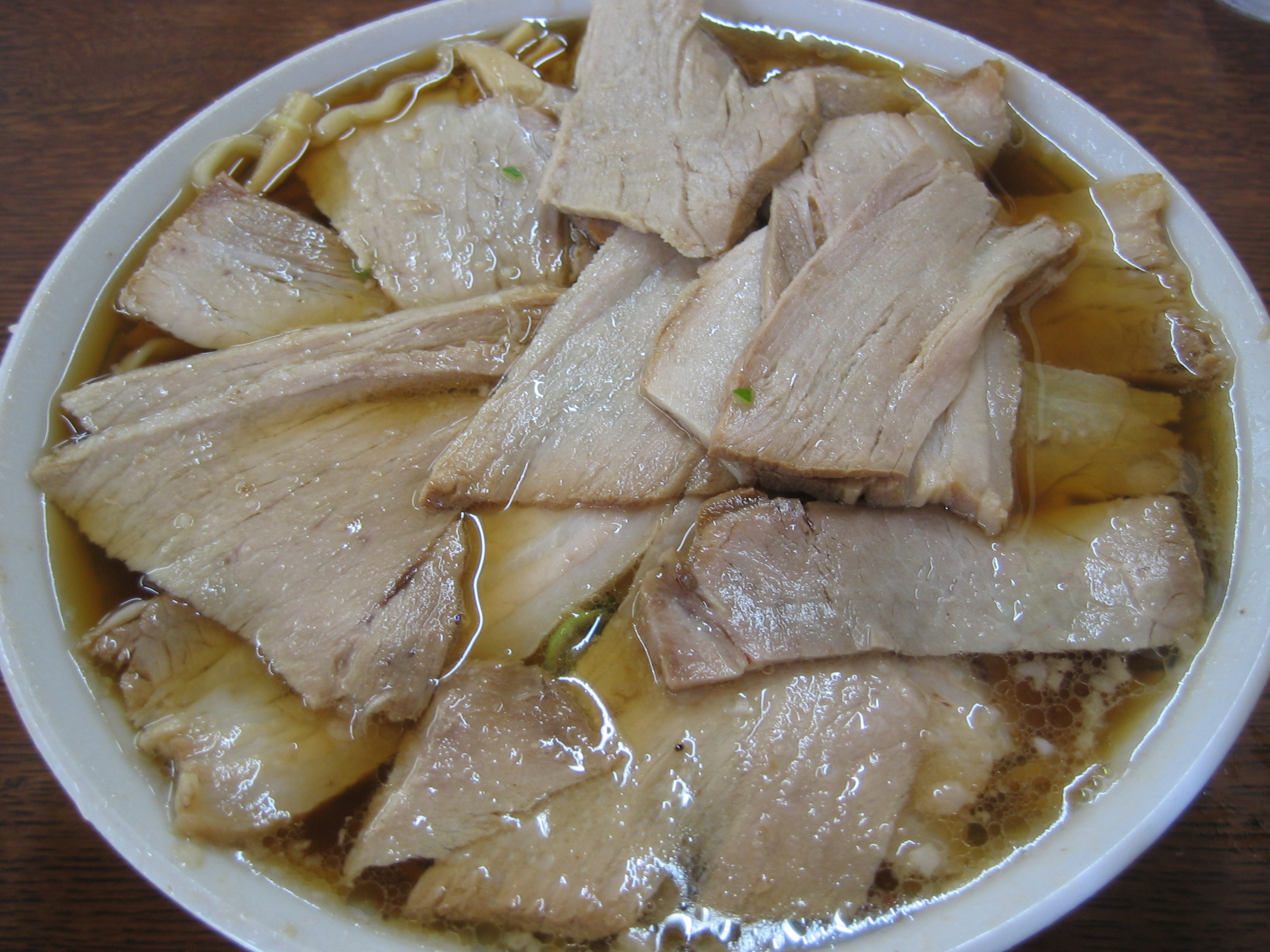
チャーシューメン
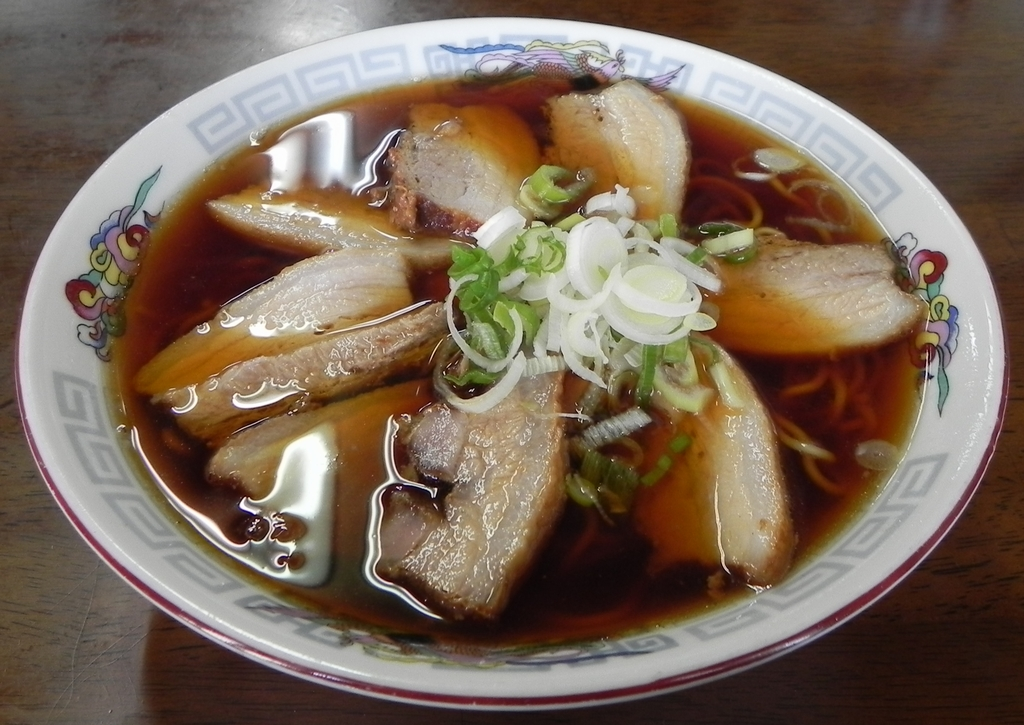
チャーシューメン
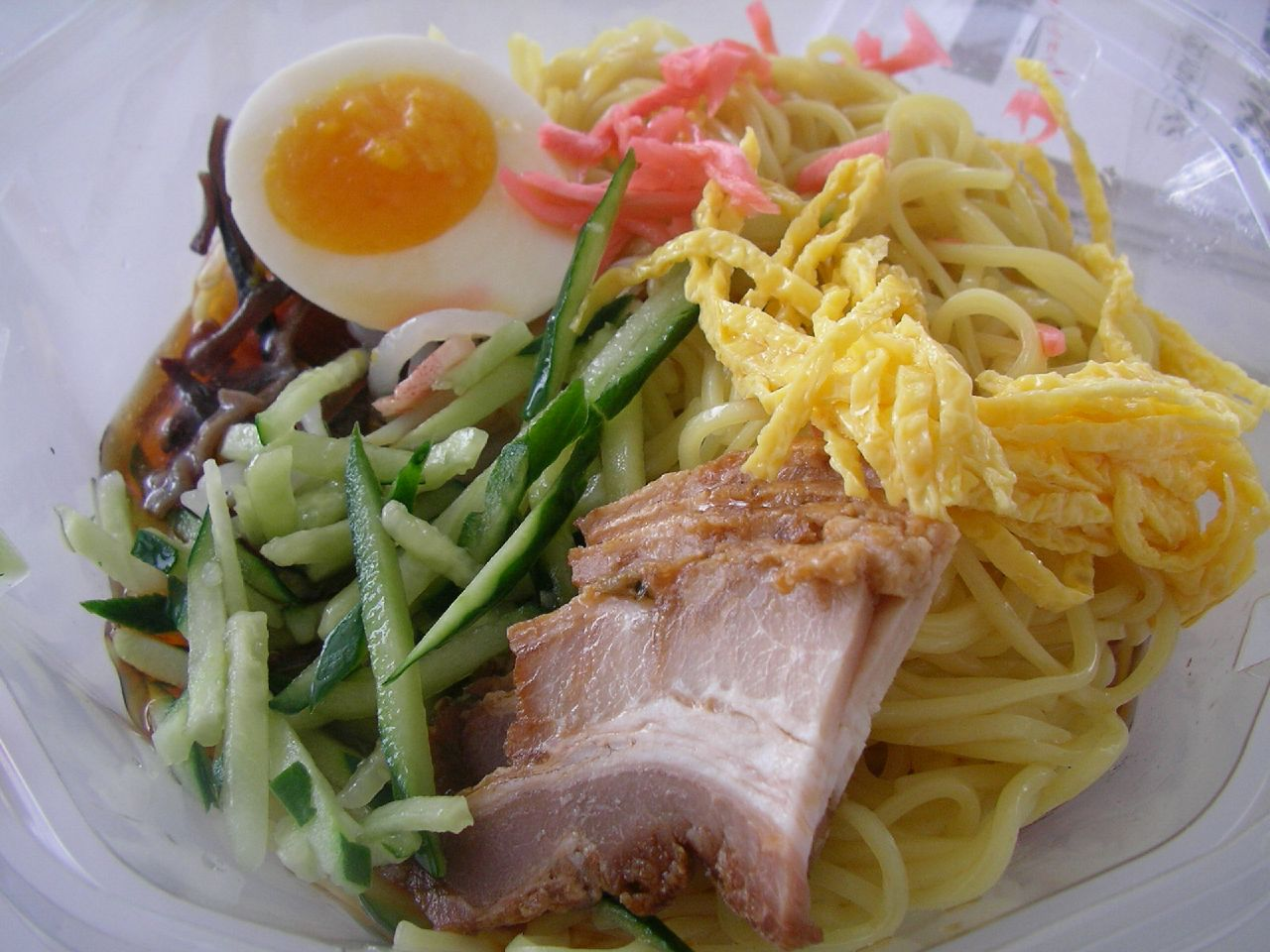
冷やし中華
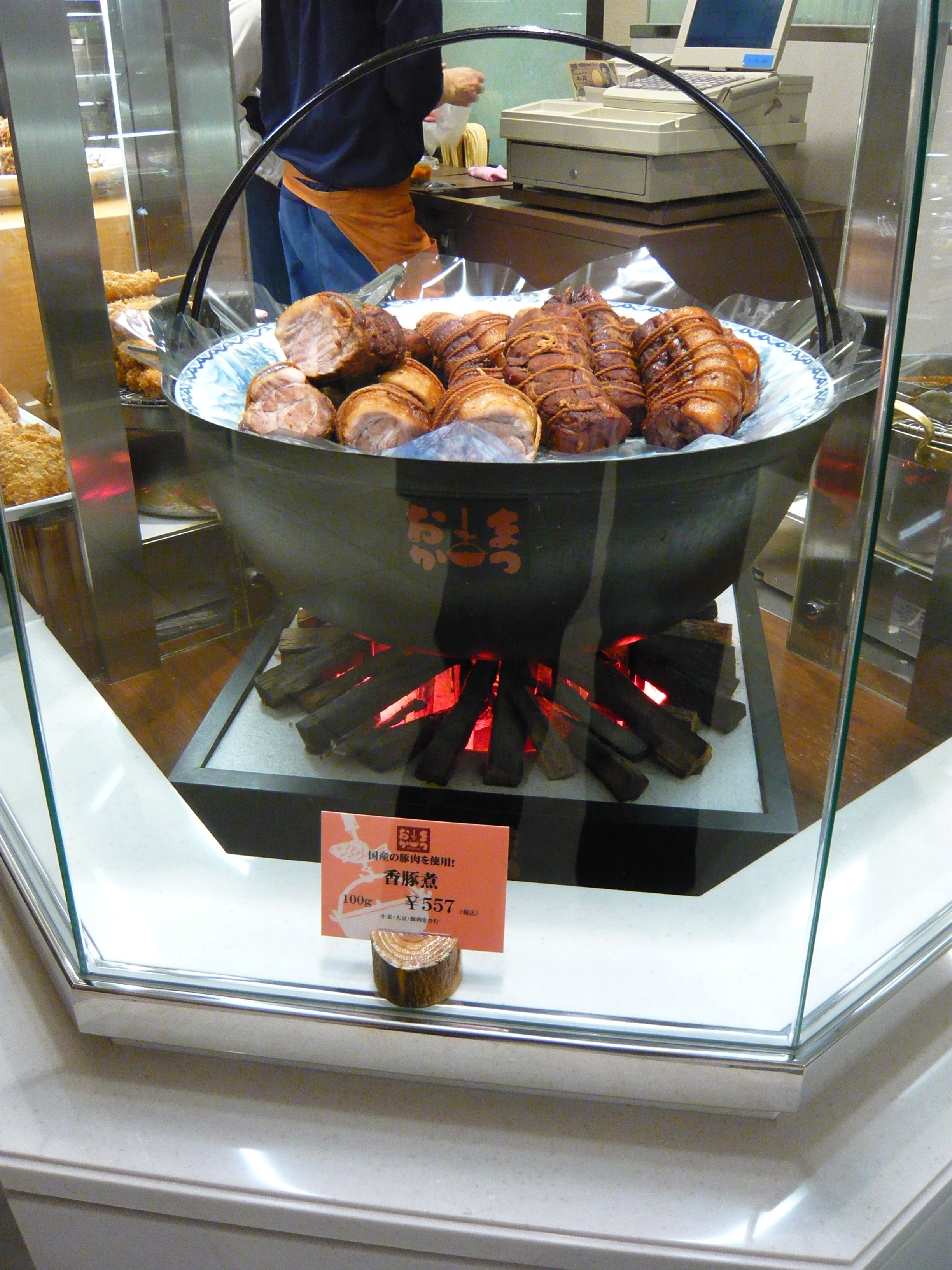
「香豚煮」（まつおか）

## チャーシューを使う料理
- 惣菜パン
- 卵焼き
- チャーシューおにぎり
- 叉焼飯
- 叉焼包（チャーシューまん）
- 炒飯
- 腸粉
- パイ
- ビーフン
- 冷やし中華
- 焼きうどん
- 焼きそば
- 焼豚玉子飯
- ラーメン
- 焼きラーメン
- 餃子

## 関連商品
香港や中国では、家庭でチャーシューを焼くための合わせ調味料「叉焼醤」（チャーシュージャン）も市販されている。